# 三谷侑未
三谷 侑未（みたに ゆみ、1950年11月23日 - ）は、日本の女優。東京都目黒区出身。旧芸名は片瀬 千帆（かたせ ちほ）。宝塚音楽学校卒業。青年座映画放送所属。

## 出演

### テレビドラマ
NHK
- 陽炎の辻〜居眠り磐音 江戸双紙〜（2009年） - 綾 役
- 正直不動産 第2シリーズ（2024年） - 榎本早苗

日本テレビ
- 松本清張サスペンス・結婚式（1989年）
- 喰いタン（2006年） - 山下洋子 役
- さよならの向う側（2022年） - 谷口葉子（死後） 役
- ホットスポット 最終話（2025年3月16日、日本テレビ） - 遠藤清美（30年後） 役[3]
- 火曜サスペンス劇場
  - 「小京都ミステリー16」（1996年） - 家政婦・大木 役
  - 「地方記者・立花陽介」（1996年）
  - 「盲人探偵・松永礼太郎」（2000年）

TBS
- おゆう（1983年）
- 電光超人グリッドマン（1993 - 1994年） - 井上良枝 役
- 保険調査員 しがらみ太郎の事件簿（1996年）
- 3年B組金八先生（2001年） - 河上富美子 役
- 花より男子（2007年） - 大河原滋の母 役
- MR.BRAIN（2009年） - 尾崎夫人 役
- ペテロの葬列（2014年） - 高東憲子 役
- 月曜ミステリー劇場
  - 「血痕 警科研・湯川愛子の鑑定ファイル1」（2004年） - 楢崎房子 役

フジテレビ
- 勝手に!カミタマン（1985年） - 主婦 役
- ほんとにあった怖い話
  - 「誰かが囁いている」（2004年） - 原田芳子 役
  - 「温かいお葬式」（2004年） - 春山浩史の母 役
- 母親失格（2007年） - 倉本康代 役
- チーム・バチスタ3 アリアドネの弾丸（2011年） - 友野弘子 役
- オトナ女子（2015年） - 栗田和歌子 役
- 新・牡丹と薔薇（2015年） - 西山ミサオ 役
- クロステイル 〜探偵教室〜（2022年）
- 元彼の遺言状（2022年）
- 魔法のリノベ（2022年）
- PICU 小児集中治療室（2022年）
- ブルーモーメント（2024年） - 久保田初恵 役
- モンスター 第7話（2024年11月25日、関西テレビ） - 節子 役[4]
- 日本一の最低男 ※私の家族はニセモノだった 第9話（2025年3月6日、フジテレビ） - 銭湯の常連客 役[5]
- 金曜エンタテイメント
  - 「坊ちゃん教授の事件簿3」（2003年） - 島崎冬子 役
- 金曜プレステージ
  - 「赤い霊柩車30」（2012年） - 新谷智恵子 役
  - 「外科医 鳩村周五郎11」（2013年） - 長谷川雪乃 役

テレビ朝日
- 人妻捜査官（1984年）
- 相棒
  - Season7（2009年） - 松下志穂 役
  - Season13 初回スペシャル（2014年） - 社美彌子の母 役
  - Season15 初回スペシャル（2016年） - 社美彌子の母 役
  - Season15 最終回スペシャル（2017年） - 社美彌子の母 役
  - Season20 最終回スペシャル（2022年） - 社美彌子の母 役
- 遺留捜査（2014年） - 膳場籐子 役
- 黒革の手帖（2017年） - 梅村キミ 役
- 土曜ワイド劇場
  - 「さくら署の女たち」（2006年） - 山口陽子 役
  - 「終着駅シリーズ23」（2009年） -「つたや旅館」女将 役
  - 「逆転報道の女1」（2012年） - 田辺洋子 役
  - 「私は代行屋! 晴子の事件推理1」（2012年） - 岩崎百合 役
  - 「温泉 (秘) 大作戦16」（2015年） - 谷川圭子 役
- 日曜プライム
  - 「正義の証明」（2020年） - 山葉景子 役

テレビ東京
- 水曜ミステリー9
  - 「密会の宿7」（2009年） - 佐久間克代 役
- 山本周五郎時代劇 武士の魂（2017年） - 豊枝 役
- いのちの再建弁護士 会社と家族を生き返らせる（2019年） - 立木美代子 役
- 夫婦円満レシピ〜それでも夫を愛している〜（2022年） - 森尾静江 役
- ウルトラマンブレーザー（2023年） - 横峯万象の祖母 役

### 映画
- かさぶた式部考（1990年） - なつ 役
- 春の雪（2005年）
- 交換ウソ日記（2023年） - 瀬戸山潤・美久の祖母 役[6]

### 舞台
- ピアフ - 生命、燃えつきて -（1986年、地人会） - ギート[7]
- マイ・フェア・レディ（1997年） - トランシルバニア女王

### テレビアニメ
- 機動戦士ガンダムΖΖ（1986 - 1987年） - セシリア

### 吹き替え
- 私立探偵ハリー[1]